# Autobiografia não Autorizada
Autobiografia não Autorizada é um livro de comédia autobiográfica do humorista Oscar Filho lançado no dia 3 de abril de 2014 na Livraria Saraiva do Shopping Eldorado em São Paulo. O primeiro livro do humorista narra, de um ponto de vista cômico, acontecimentos que marcaram sua vida desde o nascimento. Vários sites e portais de notícias como Folha de S.Paulo, UOL e Terra cobriram o evento. Questionado sobre a razão de alguém com 35 anos lançar um livro autobiográfico, o humorista defendeu as histórias de seu livro de humor: "Todas são engraçadas, coisas divertidas da minha vida. Se vermos pelo ponto de vista tradicional, não seria tão interessante porque não tenho muito da minha vida para contar. Mas como sou humorista, busco esse lado engraçado."

## Sinopse
Você pode estranhar e se perguntar: “O que um cara de 35 anos pode contar sobre sua vida?”. Pois é, a ideia de um livro que narra a vida de um humorista por ele mesmo é curiosa justamente pelo ponto de vista cômico impresso no DNA do artista. É isso que acontece com Autobiografia não autorizada, de Oscar Filho. Provavelmente a primeira biografia nacional de um jovem humorista que conta experiências como passar o aniversário de 5 anos num centro espírita e ter sido mandado para diretoria já no primeiro dia de aula. Acha pouco? E que tal ele ter sido atropelado por uma carroça e interpretado uma cena de teatro no Juizado de Menores? Ah, também teve seu nome tatuado nas costas de uma fã. Oscar conta ainda sua nada agradável experiência de entrar para o CQC. Enfim, são 100 histórias bizarras, engraçadas e divertidas, independentemente do fato de você já ter ouvido falar no autor ou não. Prefácio: Danilo Gentili.

## Repercussão
Além da ampla cobertura da imprensa, algumas celebridades como Mônica Iozzi e amigos de Oscar Filho estiveram no lançamento do livro. Oscar Filho brincou e se disse surpreso por ter conseguido escrever um livro sozinho.
No dia seguinte, 4 de abril, na estreia da 5ª edição do maior Festival de Humor do Mundo, o Risadaria, Oscar Filho continuou com o lançamento do seu livro num show gratuito com posterior noite de autógrafos no Conjunto Nacional em São Paulo.
No dia 6 de maio, Oscar Filho também começa a sua divulgação nacional pela TV, sendo o programa A Máquina, apresentado por Fabrício Carpinejar, o primeiro a divulgar. Depois disso esteve divulgando seu livro nos programas Todo Seu, apresentado por Ronnie Von, Programa Silvio Santos, Programa do Porchat e Mariana Godoy Entrevista além de ter percorrido algumas cidades pelo país como Goiânia, Campinas, Curitiba e Rio de Janeiro.

## Edições
Inicialmente editado com 10 mil exemplares, em 2019, 5 anos depois do lançamento, as vendas chegaram em 7000 exemplares e em 2021, a primeira edição do livro estava esgotada.

## Stand-up comedy
Em novembro de 2019, o livro pre-estreou como solo de stand-up do mesmo humorista numa apresentação lotada no 3º Festival de Humor do Teatro MorumbiShopping intitulado Alto - Biografia Não Autorizada com locução de Cid Moreira.
Em 7 de março, no Teatro Itália, em São Paulo, o show estreou oficialmente com a presença de diversas personalidades do teatro e da TV.
O solo, como no livro, trata da vida do próprio humorista como ele conta em entrevista para The Noite com Danilo Gentili.
Houve apenas uma apresentação em 2020 sendo, pouco antes do início da pandemia, sendo forçado a sair de cartaz por conta do COVID-19.
Em 2021, o show voltou aos palcos e esteve na 16ª edição do Risorama, o festival de humor mais tradicional do país.
Além da reestreia no teatro, o show esteve em cartaz semanalmente em um navio de cruzeiros na costa brasileira pela empresa Costa no navio Costa Diadema na temporada 2021-2022 sendo o primeiro show de stand-up comedy residente em um dos navios da empresa no Brasil.
O solo reestreou em São Paulo no Teatro MorumbiShopping em 2022 e, paralelamente, está em turnê pelo país.